# Голлівуд (Флорида)
Голлівуд (англ. Hollywood) — місто (англ. city) в США, в окрузі Бровард на південному сході штату Флорида. Населення — 153 067 осіб (2020). Входить до конурбації Маямі.

## Географія
Голлівуд розташований за координатами 26°1′52″ пн. ш. 80°9′52″ зх. д. / 26.03111° пн. ш. 80.16444° зх. д. (26.031105, -80.164574).  За даними Бюро перепису населення США в 2010 році місто мало площу 79,50 км², з яких 70,88 км² — суходіл та 8,62 км² — водойми.

### Клімат
Середньодобова температура липня — +28 °C, січня — +20 °C. Щорічні опади — 1630 мм з піком на травень-жовтень місяці.
| Клімат : Голлівуд       | Клімат : Голлівуд | Клімат : Голлівуд | Клімат : Голлівуд | Клімат : Голлівуд | Клімат : Голлівуд | Клімат : Голлівуд | Клімат : Голлівуд | Клімат : Голлівуд | Клімат : Голлівуд | Клімат : Голлівуд | Клімат : Голлівуд | Клімат : Голлівуд | Клімат : Голлівуд |
| Показник                | Січ.              | Лют.              | Бер.              | Квіт.             | Трав.             | Черв.             | Лип.              | Серп.             | Вер.              | Жовт.             | Лист.             | Груд.             | Рік               |
| Абсолютний максимум, °C | 31,1              | 34,4              | 33,3              | 34,4              | 36,7              | 36,1              | 37,2              | 36,7              | 36,7              | 36,7              | 32,8              | 31,1              | 37,2              |
| Середній максимум, °C   | 24,4              | 25,0              | 26,1              | 27,8              | 30,0              | 31,1              | 32,2              | 32,2              | 31,7              | 30,0              | 27,2              | 25,0              | 28,3              |
| Середній мінімум, °C    | 15,0              | 15,6              | 17,2              | 18,9              | 21,7              | 23,3              | 23,9              | 24,4              | 23,9              | 22,2              | 19,4              | 16,7              | 20,0              |
| Абсолютний мінімум, °C  | −2,2              | −0,6              | 0,0               | 4,4               | 12,2              | 15,6              | 17,8              | 18,9              | 16,1              | 8,3               | 1,7               | −1,1              | −2,2              |
| Норма опадів, мм        | 75                | 69                | 71                | 99                | 161               | 254               | 170               | 175               | 210               | 164               | 116               | 67                | 1630              |
| ----------------------- | ----------------- | ----------------- | ----------------- | ----------------- | ----------------- | ----------------- | ----------------- | ----------------- | ----------------- | ----------------- | ----------------- | ----------------- | ----------------- |
| Джерело:                |                   |                   |                   |                   |                   |                   |                   |                   |                   |                   |                   |                   |                   |

## Демографія
Згідно з переписом 2010 року, у місті мешкало 140 768 осіб у 58 438 домогосподарствах у складі 34 393 родин. Густота населення становила 1771 особа/км².  Було 71070 помешкань (894/км²).
Расовий склад населення:
| - 72,7 % — білих - 16,7 % — чорних або афроамериканців - 2,4 % — азіатів - 0,4 % — корінних американців - 0,1 % — вихідців з тихоокеанських островів - 4,5 % — осіб інших рас |

До двох чи більше рас належало 3,2 %. Частка іспаномовних становила 32,6 % від усіх жителів.
За віковим діапазоном населення розподілялося таким чином: 20,3 % — особи молодші 18 років, 64,6 % — особи у віці 18—64 років, 15,1 % — особи у віці 65 років та старші. Медіана віку мешканця становила 41,1 року. На 100 осіб жіночої статі у місті припадало 96,1 чоловіків;  на 100 жінок у віці від 18 років та старших — 93,5 чоловіків також старших 18 років.
Середній дохід на одне домашнє господарство  становив 65 018 доларів США (медіана — 46 791), а середній дохід на одну сім'ю — 74 200 доларів (медіана — 56 057). Медіана доходів становила 40 240 доларів для чоловіків та 35 425 доларів для жінок. За межею бідності перебувало 15,9 % осіб, у тому числі 21,9 % дітей у віці до 18 років та 13,3 % осіб у віці 65 років та старших.
Цивільне працевлаштоване населення становило 71 744 особи. Основні галузі зайнятості: освіта, охорона здоров'я та соціальна допомога — 20,2 %, науковці, спеціалісти, менеджери — 13,8 %, роздрібна торгівля — 13,3 %.

## Галерея

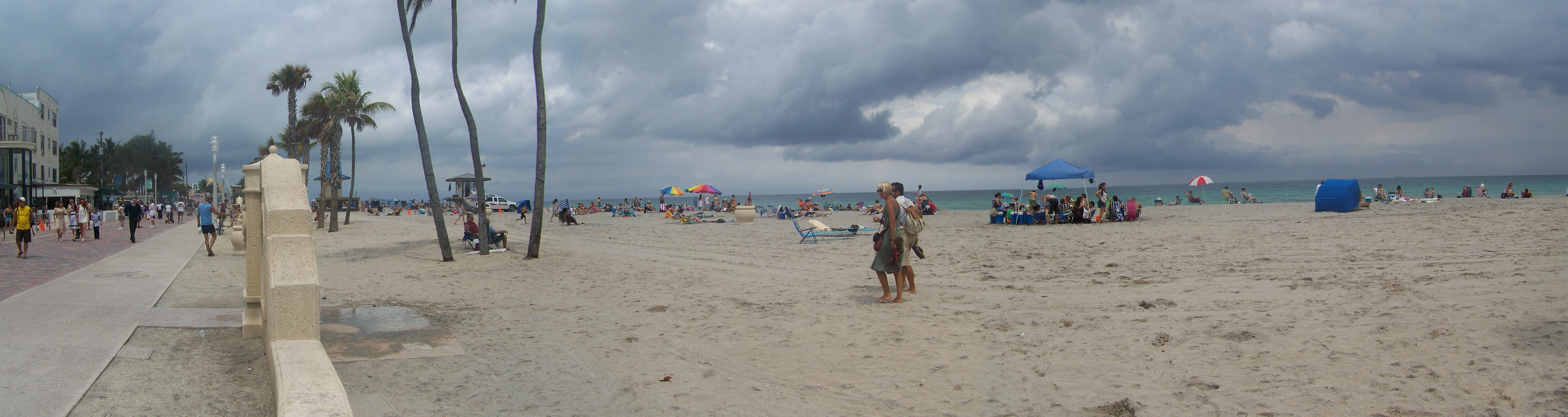
Набережна Голлівуду